# Тьерри, Жан-Батист
Жан-Батист Тьерри (фр. Jean-Baptiste Thierry; 1768—1846) — французский военный деятель, генерал-лейтенант (1825 год), шевалье (1809 год), участник революционных и наполеоновских войн.

## Биография
Сын торговца Николя Тьерри (фр. Nicolas Thierry) и его супруги Катрин Дюссар (фр. Catherine Louise Dusard). 23 февраля 1792 года записался в Валансьене в добровольческую кавалерийскую роту. 15 ноября 1792 года — бригадир. В 1792—1794 годах служил в Северной армии. 1 февраля 1793 года произведён в младшие лейтенанты, а уже 28 апреля — в лейтенанты. 21 апреля 1794 года был зачислен в 13-й драгунский полк. 10 января 1795 года переведён в 11-й драгунский полк. В 1795—1797 годах принимал участие в кампаниях Самбро-Маасской армии. Дважды ранен сабельными ударами в голову и взят в плен 9 июля 1796 года. Обменян 7 августа 1797 года. Продолжил службу в 11-м драгунском. За заслуги произведён 14 декабря 1800 года в капитаны.
8 марта 1804 года стал адъютантом генерала Нансути. В 1805—1807 годах сражался в составе Великой Армии. 20 декабря 1806 года получил звание командира эскадрона. В возрасте 39 лет, имея стаж воинской службы 15 лет, 25 июня 1807 года был произведён в полковники штаба и назначен начальником штаба 1-й дивизии тяжёлой кавалерии генерала Нансути. В 1809 тяжело ранен в сражении при Эсслинге, где ядро раздробило ему левую голень. Нога потеряла чувствительность, и 21 декабря 1810 года Тьерри был заменён на посту начальника штаба Лавилем. 16 апреля 1811 года переведён в запас.
1 июля 1814 года вернулся на службу в качестве полковника-казначея 1-й роты мушкетеров королевской гвардии (ей командовал генерал Нансути). 19 мая 1815 года пожалован королем в чин генерал-майора. С 1 декабря 1815 года остался без назначения. В 1820 году переведён в запас. С 1825 года в отставке. 23 мая 1825 года получил звание почётного генерал-лейтенанта. В 1831 году зачислен в резерв генерального штаба. В 1832 году уволен в отставку. Скончался в Париже, и был похоронен на Северном кладбище.

## Титулы
- Шевалье Империи (фр. chevalier de l'Empire; декрет от 15 августа 1809 года);
- Барон Тьерри и Империи (фр. baron Thierry et de l'Empire; декрет от 12 августа 1813 года, патент не подтверждён)[2].

## Награды
Легионер ордена Почётного легиона (14 мая 1807 года)
 Офицер ордена Почётного легиона (23 мая 1809 года)
 Кавалер Военного ордена Святого Людовика (3 сентября 1814 года)